# Reichenbach (Kahl)
Der Reichenbach ist ein linker Zufluss der Kahl im Landkreis Aschaffenburg im bayerischen Spessart. Er entsteht aus dem Zusammenfluss von Schützbach und Kirchengrundbach in Reichenbach.

## Name
Der Name Reichenbach besteht aus den mittelhochdeutschen Wörtern rîche und bach und bedeutet "reicher Bach". Dies bezieht sich entweder auf die Herrschaft, die das Gewässer besiedelte oder auf den Bach und bedeutet fisch- beziehungsweise wasserreich. Der Bach gab dem Ort Reichenbach seinen Namen.
Der frühere Name Heimbach (um 1845 im Uraufnahmekataster belegt) für den Teilabschnitt des Reichenbach, ab der Heimbacher Mühle bis zur Mündung in die Kahl, ist nicht zu verwechseln mit dem linken Zufluss, der ebenfalls Heimbach heißt.

## Geographie

### Quellbäche

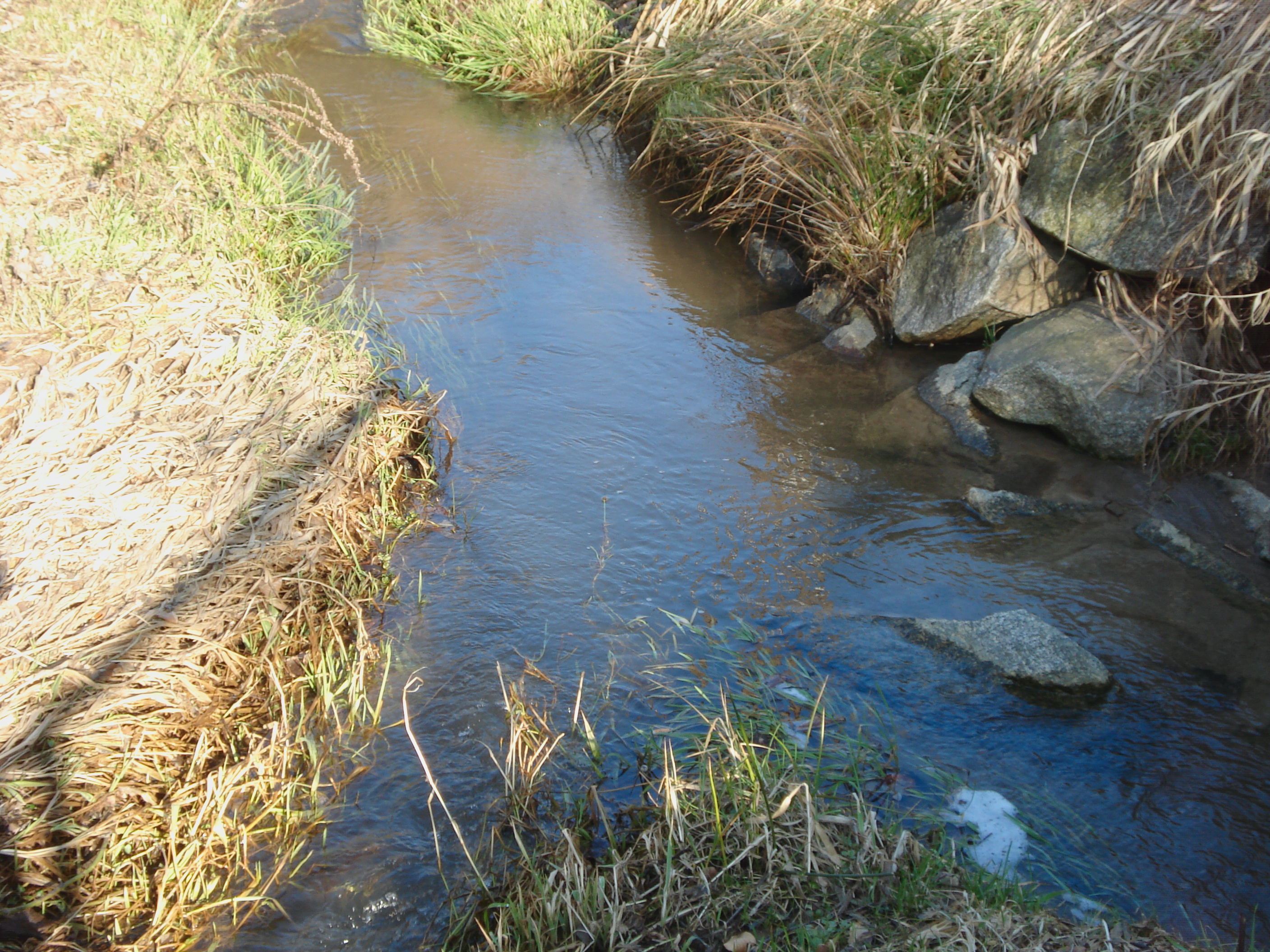
Zusammenfluss von Schützbach (vorne links) und Kirchengrundbach (vorne rechts)

#### Schützbach
Der Schützbach entspringt in einem Tal unterhalb von Johannesberg-Sternberg. Er fließt zunächst Richtung Norden nach Reichenbach, wo er auf den 'Langen Grund' trifft und nach Nordosten abknickt. Der Schützbach ist mit etwa 2,0 km der wasserreichere und längere Quellbach und wird als Oberlauf des Reichenbaches angesehen.

#### Kirchengrundbach
Der etwa 1,5 km lange Kirchengrundbach entspringt unterhalb der Staatsstraße 2309 in einem Tal zwischen Johannesberg und Reichenbach. Er fließt in nördliche Richtung nach Reichenbach, wo er sich mit dem Schützbach zum Reichenbach vereinigt.

### Verlauf
Nach dem Zusammenfluss der Quellbäche fließt der Reichenbach nach Nordosten, wo er früher die Reichenbacher Mühle betrieb. Bei der Mündung des Hohlenbachs, aus dem sogenannten Hutzelgrund, befindet sich die Heimbacher Mühle. Da dieser Bach zu wenig Triebwasser hat, wird über einen künstlich angelegten Graben Wasser vom Reichenbach entnommen, das über ein Rohr über den Hohlenbach geleitet wird und die Mühle speist. Der Hohlenbach mündet in den anderen Reichenbacharm.
Der Reichenbach verläuft weiter am Westhang des Glasberges, nimmt von links den Heimbach auf und erreicht das Kahltal. Dort unterquert der Reichenbach die Staatsstraße 2305 und mündet gegenüber dem Sterzenbach in die Kahl.
Der Reichenbach ist neben Geiselbach, Sommerkahl und Westerbach einer ihrer größten Zuflüsse.

### Zuflüsse
- Schützbach (linker Quellbach)
- Kirchengrundbach (rechter Quellbach)
- Steinbach (rechts)
- Hohlenbach (links)
- Heimbach (links)

### Flusssystem Kahl
- Liste der Fließgewässer im Flusssystem Kahl

## Hydrologie

### Hochwasser

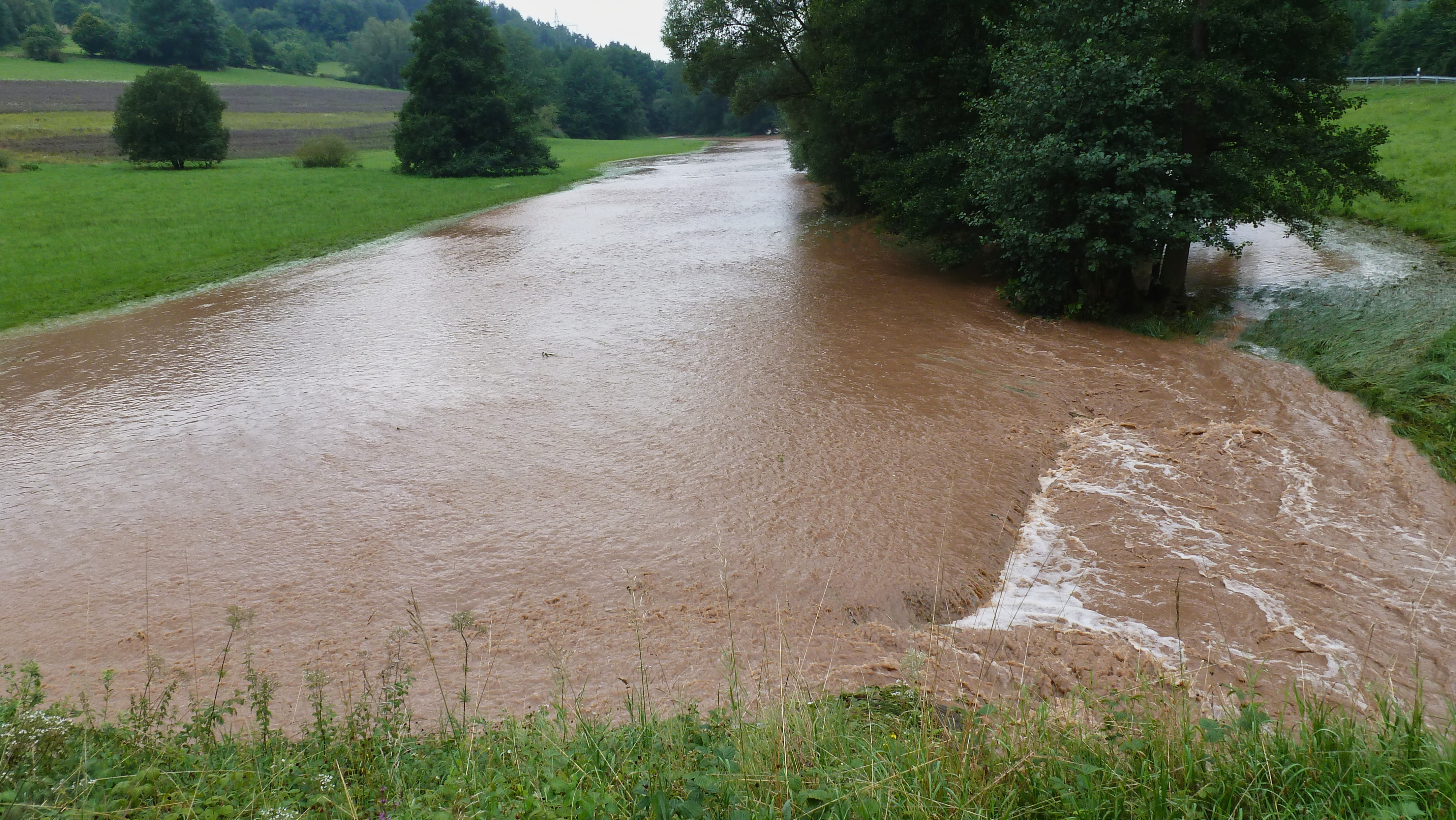
Das Reichenbachhochwasser im Juli 2014.
(Aufgenommen an der St 2305 Richtung Heimbacher Mühle.) Das gewöhnliche Bachbett verläuft in der Baumreihe rechts.

Im Mai 1922 zog starkes Unwetter über den Kahlgrund her. Besonders schlimm wurde Reichenbach heimgesucht. In den ersten Minuten fielen nur wenige dicke Tropfen. Danach folgte ein starker Hagelschlag und innerhalb kurzer Zeit lagen die taubeneigroßen Körner 5 bis 10 Zentimeter hoch. Der Hagel ging in einen gewaltigen Wolkenbruch über, der mindestens zwei Stunden anhielt. Im Nu entstanden ungeheure Wassermassen. Der Reichenbach wurde zu einem reißenden Strom. Im Ortskern von Reichenbach bildete sich ein riesiger, etwa zwei Meter tiefer See.
Das gesamte Vieh der Bauern wurde mitgerissen und ertrank schließlich. Ganze Hütten und Scheunen wurden von den Wassermassen fortgeschwemmt. Das Hochwasser riss einen 6 m tiefen und 30 m breiten Graben in die Landschaft. Im Wiesengrund des Reichenbaches lag am nächsten Morgen Treibholz und Schlamm, auf einer Fläche so breit wie der Main. Das Material der Scheunen wurde wohl in die Kahl getrieben, man fand es im Alzenauer Stadtgebiet wieder.
Am 29. Juli 2014 gingen starke Regengüsse über das Reichenbachtal nieder, die den Pegel des Baches außergewöhnlich stark ansteigen ließen.

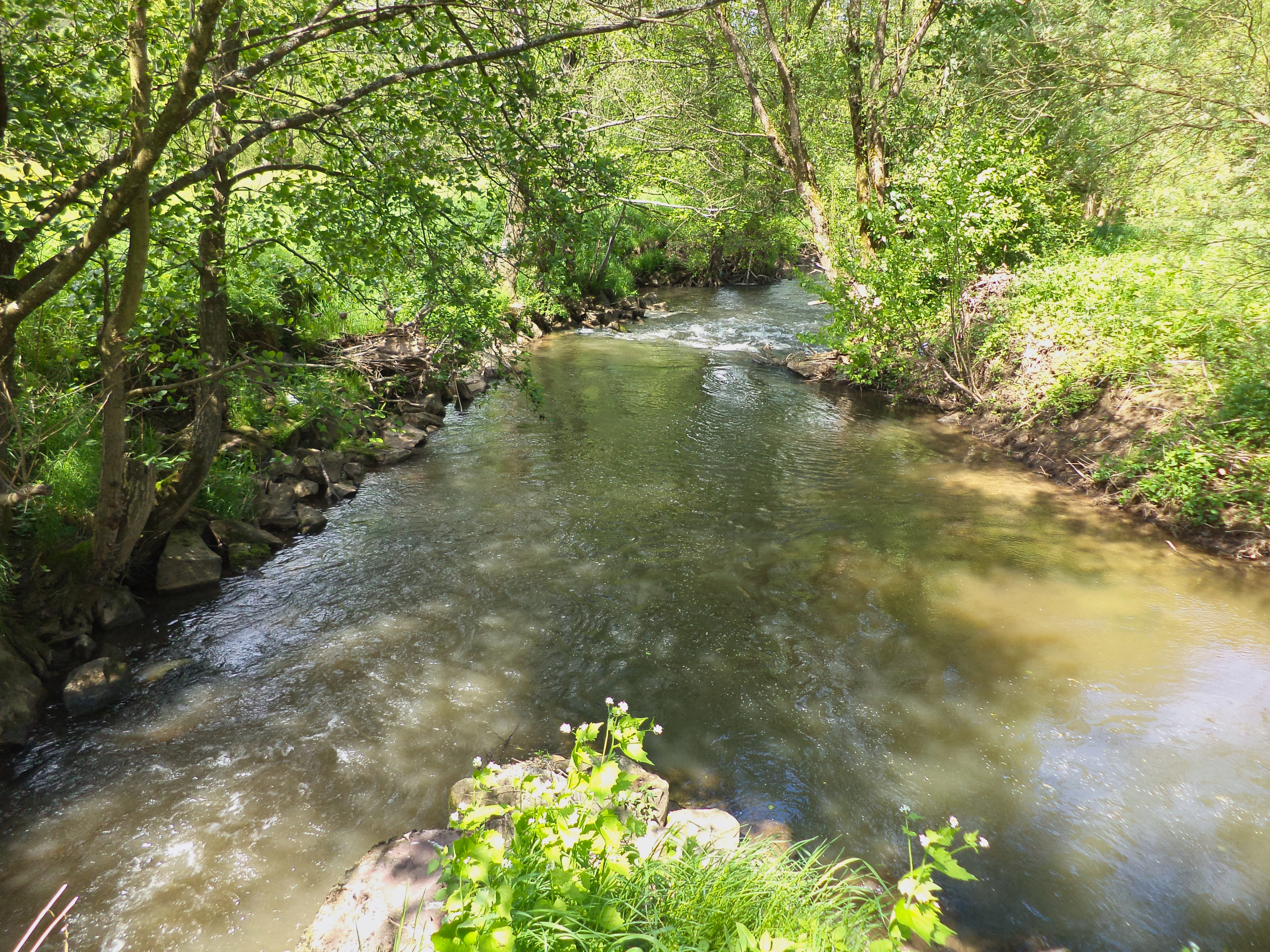
Mündung des Reichenbaches (vorne links) in die Kahl

## Geschichte

### Mühlen
- Wombachermühle
- Reichenbacher Mühle
- Heimbacher Mühle

Siehe hierzu auch die Liste von Mühlen im Kahlgrund.